# Туше, Мервин, 4-й граф Каслхейвен
Мервин Туше (англ. Mervyn Tuchet; умер 2 ноября 1686) — английский аристократ, 4-й граф Каслхейвен, 4-й барон Одли из Орье и 2-й барон Одли из Хейли с 1684. Младший сын Мервина Туше, 2-го графа Каслхейвена, и его первой жены Элизабет Барнхем. Унаследовал семейные владения и титулы после смерти брата Джеймса.
Мервин был женат на Мэри Толбот, дочери Джона Толбота, 10-го графа Шрусбери, и Мэри Фортескью, вдове Чарльза Арундела. В этом браке родились восемь детей:
- Джеймс (умер в 1700), 5-й граф Каслхейвен[1];
- Джон[3];
- Толбот;
- Джордж;
- Мэри (1657—1675), жена сэра Генри Уингфилда[4];
- Элизабет;
- Элеанор;
- Анна.